# Pseudolaguvia
Pseudolaguvia is een geslacht van straalvinnige vissen uit de familie van de zuigmeervallen (Erethistidae).

## Soorten
- Pseudolaguvia austrina Radhakrishnan, Sureshkumar & Ng, 2011
- Pseudolaguvia ferruginea Ng, 2009
- Pseudolaguvia ferula Ng, 2006
- Pseudolaguvia flavida Ng, 2009
- Pseudolaguvia foveolata Ng, 2005
- Pseudolaguvia inornata Ng, 2005
- Pseudolaguvia kapuri (Tilak & Husain, 1975)
- Pseudolaguvia muricata Ng, 2005
- Pseudolaguvia ribeiroi (Hora, 1921)
- Pseudolaguvia shawi (Hora, 1921)
- Pseudolaguvia spicula Ng & Lalramliana, 2010
- Pseudolaguvia tenebricosa Britz & Ferraris, 2003
- Pseudolaguvia tuberculata (Prashad & Mukerji, 1929)
- Pseudolaguvia virgulata Ng & Lalramliana, 2010
- Pseudolaguvia viriosa Ng & Tamang, 2012